# Vlag van Baden

Vlag van Baden, 1891-1935, 1947-1952

Vlag van Baden, 1855-1891

De vlag van Baden bestaat uit drie even hoge horizontale banen in de kleuren geel (boven), rood en geel. De gele kleur uit de vlag van dit groothertogdom, dat tot 1871 onafhankelijk was, is nog te vinden in de vlag van de Duitse deelstaat Baden-Württemberg (Baden-Württemberg gebruikt een zwart-gele vlag).
In 1855 werd een rood-gele tweekleurige vlag ingevoerd als vlag van het Groothertogdom Baden (1806-1918). Deze werd in 1891 vervangen door een geel-rode driekleur. Na de afschaffing van de monarchie aan het einde van de Eerste Wereldoorlog werd de Republiek Baden opgericht, die deze driekleur bleef gebruiken. Nadat de Nationaalsocialistische Duitse Arbeiderspartij in 1933 aan de macht kwam in Duitsland, werden de afzonderlijke Duitse deelstaten en hun symbolen uiteindelijk onderdrukt. Na de Tweede Wereldoorlog werd de zuidelijke helft van Baden onderdeel van de Franse bezettingszone en werd het Zuid-Baden. Zuid-Baden gebruikte de geel-rood-gele driekleur als vlag tot de opheffing van de deelstaat in 1952, toen het deel ging uitmaken van de moderne Duitse deelstaat Baden-Württemberg.
De vlag is nog steeds een veelvoorkomend beeld in de regio Baden, omdat hij door veel burgers wordt gebruikt. De vlag wordt gehesen op de top van het Schloss Karlsruhe.
Rijksstad Aken · Anhalt · Baden · Bataafse Republiek · Koninkrijk der Beide Siciliën · Koninkrijk Beieren · Groothertogdom Berg · Hertogdom Bourgondië · Brunswijk · Cornwall · Koninkrijk Dalmatië · Vrije Stad Danzig · Duitse Democratische Republiek · Duitse Rijk · Deutschösterreich · Engelse Gemenebest · Koninkrijk Etrurië · Vrijstaat Fiume · Republiek Gumuljina · Koninkrijk Hannover · Hanze · Heilige Roomse Rijk · Herceg-Bosna · Hessen-Darmstadt · Hessen-Kassel · Hessen-Homburg · Volksstaat Hessen · Idel-Oeral Staat · Joegoslavië · Kerkelijke Staat · Koeban · Koerland · Republiek Krakau · Lucca · Prinsbisdom Luik · Luikse Republiek · Mecklenburg-Schwerin · Mecklenburg-Strelitz · Memelland · Midden-Litouwen · Nazi-Duitsland · Neutraal Moresnet · Occitanië · Oldenburg · Oost-Roemelië · Oostenrijk-Hongarije · Ottomaanse Rijk · Parthenopeïsche Republiek · Pommeren · Pruisen · Republiek Ragusa · Reuss jongere linie · Reuss oudere linie · Volksstaat Reuss · Rijnprovincie · Protectoraat Saarland · Saksen · Saksen-Altenburg · Saksen-Coburg en Gotha · Saksen-Hildburghausen · Saksen-Meiningen · Savoie · Servië en Montenegro · Sovjet-Unie · Transkaukasische Socialistische Federatieve Sovjetrepubliek · Tsjecho-Slowakije · Unie van Kalmar · Republiek Venetië · Waldeck-Pyrmont · Westfalen · Weimarrepubliek · Württemberg ·  Republiek der Zeven Verenigde Nederlanden (1572-1795) · Republiek der Zeven Verenigde Nederlanden (1650-1795)